# Merle
Merle is een patroon op de vacht die bij sommige hondenrassen voorkomt. Er zijn meerdere kleuren die als merle worden beschreven:
- Blue merle
- Chocolate merle
- Red merle

Blue merle komt vooral voor bij hondenrassen met herderafkomst, zoals de Schotse herdershond, bordercollie, Welsh corgi Cardigan en de Australische herder, maar ook bij staande honden zoals de dunker, de chihuahua, de dashond, de Pyrenese herdershond, de dwergkeeshond, beauceron en de Duitse dog.

## Rassen
Merle is een vachtpatroon dat voorkomt bij verschillende rassen, met name de Alapaha Blue Blood Bulldog en Australische herder, en verschijnt ook in andere rassen, inclusief in de Australische koolie, Shetland Sheepdog, diverse collies, Cardigan Welsh Corgi, Pyrenese herdershond, bergamasco, Old English Sheepdog, en de Catahoula Leopard Dog. Bij dashonden wordt een merle vacht "dapple" genoemd. De kleur komt ook voor bij dwergkeeshonden en bij chihuahua's, dit wordt weliswaar afgekeurd door de FCI-rasstandaarden. Dat exemplaren van deze twee rassen dit vachtpatroon hebben, kan erop duiden dat er een kruising met een ander ras heeft plaatsgevonden. Bij de cockerspaniël wordt het vachtpatroon wel goedgekeurd, alhoewel het foutief vermeld wordt als een 'vachtkleur'. Het merle-gen speelt ook een rol in het uitbrengen van het harlekijn vachtpatroon bij Duitse doggen en beaucerons.

## Gezondheid

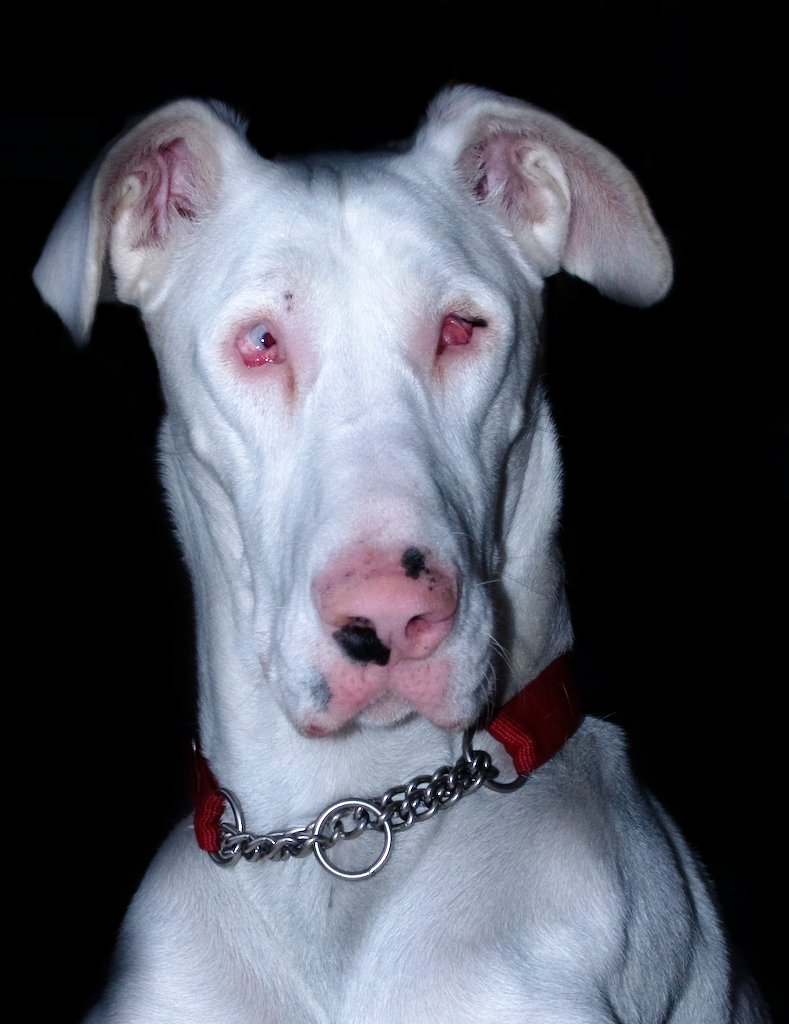
Een kruising met een Duitse dog met homozygoot merle en bilaterale microftalmie.

Honden met twee exemplaren van het merle-gen hebben een verhoogde kans om doof geboren te worden. De Britse Kennel Club erkent het gezondheidsrisico dat in verband staat met homozygote merles en is sinds 2013 gestopt met het registreren van puppy's die voortkomen van een merle paar. Het paren van twee merles is momenteel verboden in slechts drie rassen. Uit recent onderzoek blijkt dat de meerderheid van de gezondheidsproblemen optreden bij honden die drager zijn van zowel het merle-gen als ook het bicolor-gen. Het bicolor-gen uit zich als witte vlekken in de vacht van de hond.
De onderdrukking van pigmentcellen (melanocyten) in de iris en in de stria vascularis van het slakkenhuis (binnenoor) leidt tot blauwe ogen en doofheid. Een auditief-pigmentatieaandoening bij mensen, het syndroom van Waardenburg, weerspiegelt een deel van de problemen die geassocieerd worden met heterozygote en homozygote merle honden. Bijgevolg wordt er nu genetisch onderzoek gedaan bij merle honden met als doel een beter begrip te krijgen van de genetische basis van deze menselijke aandoening.

### Visuele gebreken
Honden met een homozygoot merle-gen hebben vaak visuele en auditieve problemen. Deze honden worden soms aangeduid als "dubbel merle" en ook soms incorrect als "dodelijk wit". De oogaandoeningen omvatten microphthalmie, aandoeningen die verhoogde oogdruk veroorzaken, en onder andere ook colobomas. Dubbelmerles kunnen doof of blind of zowel doof als blind zijn, en kunnen drager zijn van oogaandoeningen in blauwe ogen. Op dit moment zijn er geen studies gedaan die bewijzen of het merle-gen de ogen beïnvloedt en bijgevolg blindheid veroorzaakt.

### Auditieve gebreken
In een studie waarbij 38 teckels onderzocht werden door een Duitse onderzoeker, werd er gedeeltelijk gehoorverlies vastgesteld bij 54,6% van de dubbelmerles en bij 36,8% van de 'enkele merles'. 1 op de 11 (9,1%) van de dubbelmerles was volledig doof terwijl geen van de enkele merles gehoorproblemen hadden. In een andere studie die werd uitgevoerd door de Texas A&M University blijkt dat uit 22 dubbelmerles, er 8 volledig doof waren en 2 honden doof waren aan één oor. Uit 48 enkele merles was er slechts één hond doof aan één oor en geen enkele hond was volledig doof. In nog een andere studie waarin 70 honden getest werden, waaronder 15 Catahoula Curs, waren 4 van de 15 Catahoula's doof alsook 86% van de overige geteste dubbelmerles van andere rassen.

## Galerij

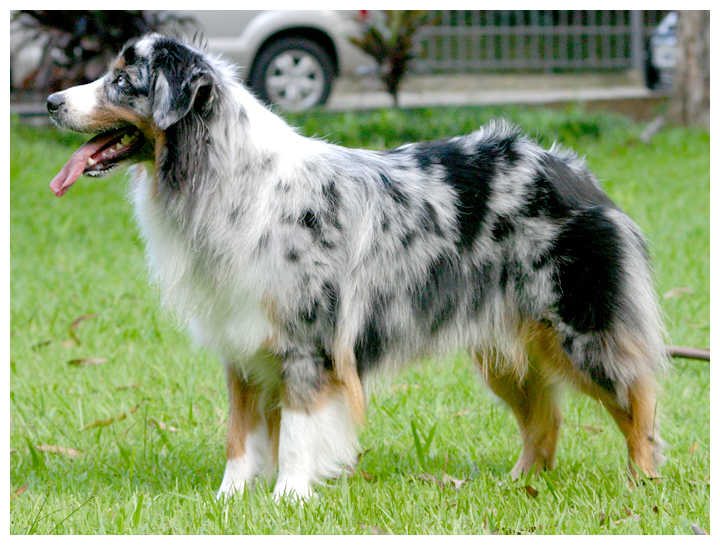
Australische herder
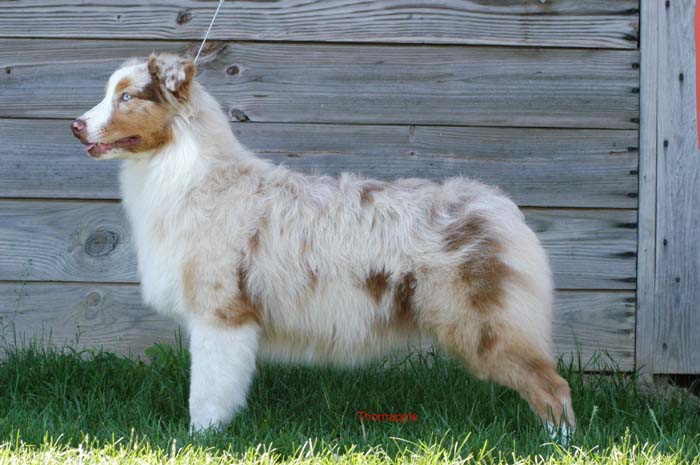
Australische herder
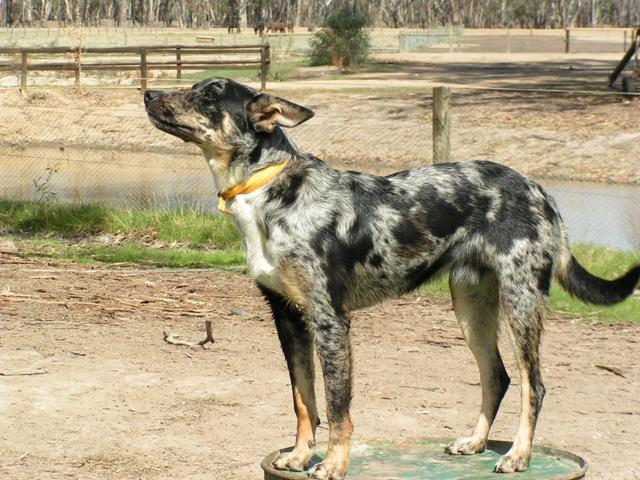
Australische koolie
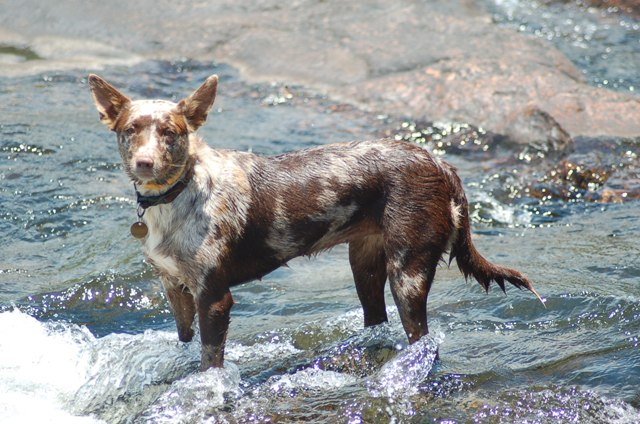
Australische koolie
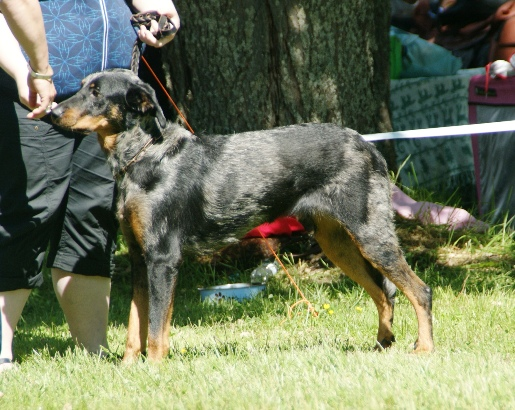
Beauceron
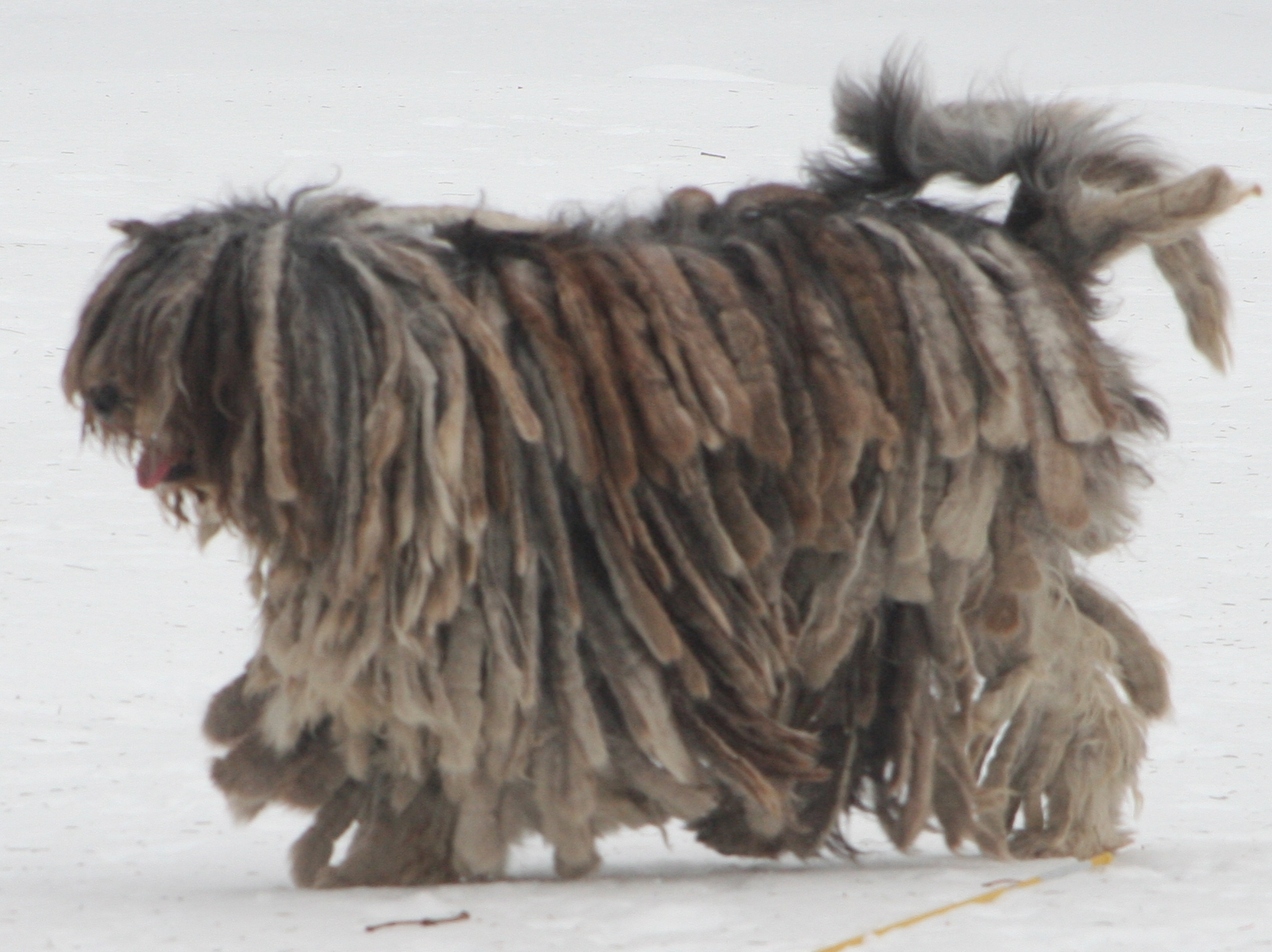
Bergamasco
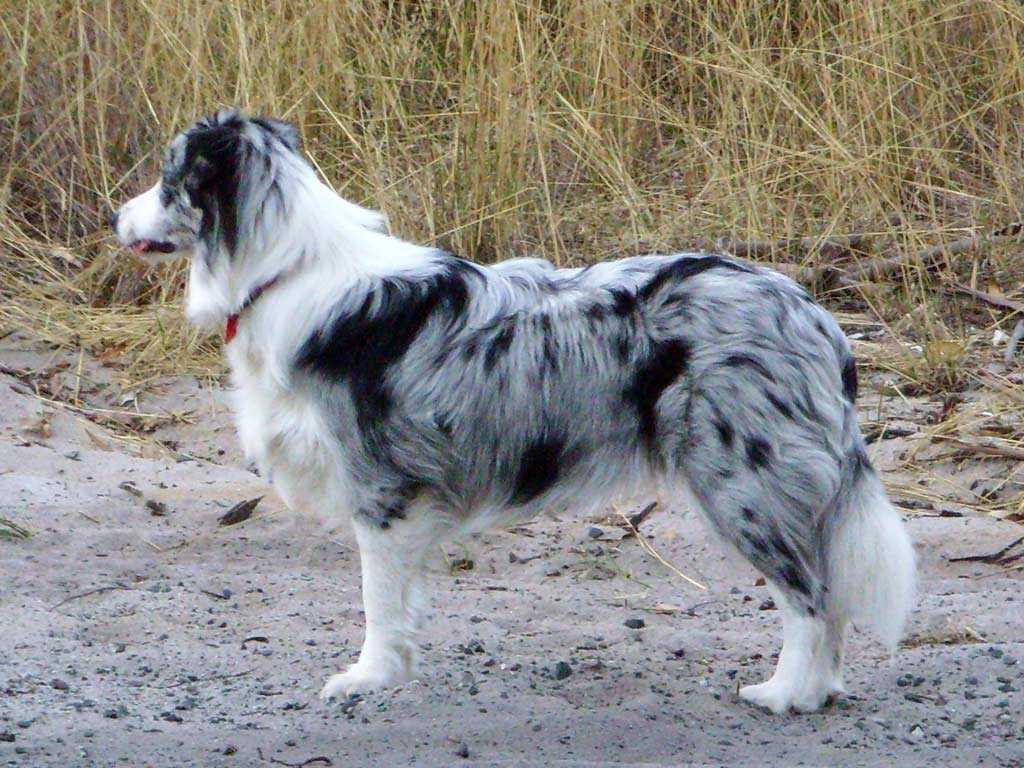
Bordercollie
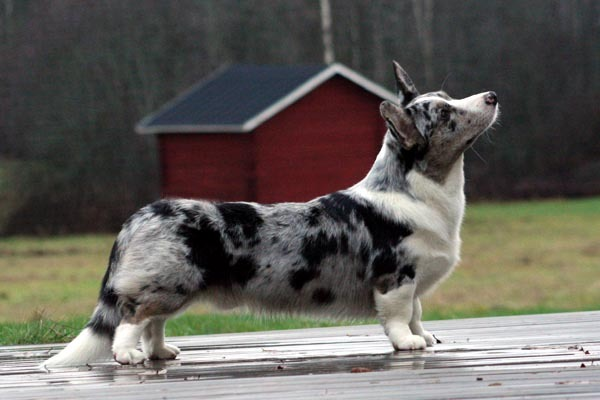
Cardigan Welsh Corgi
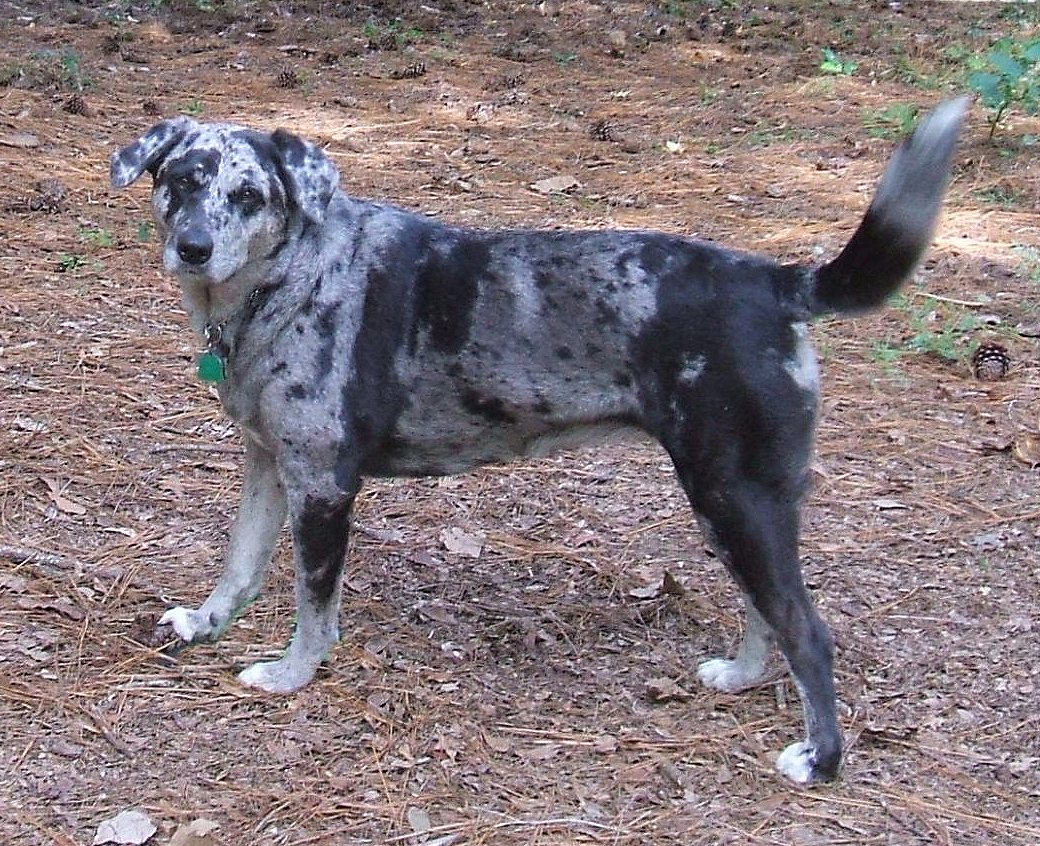
Catahoula Leopard Dog
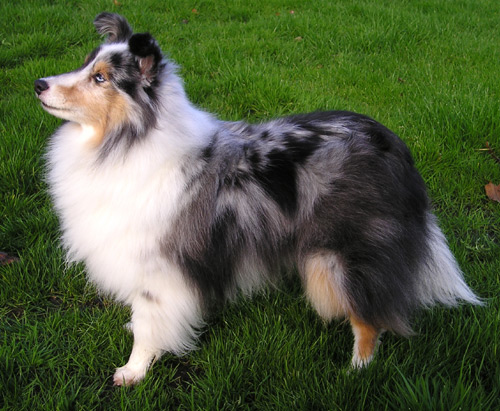
Shetland Sheepdog